# Agostino Abbagnale
Agostino Abbagnale, född den 25 augusti 1966 i Pompei i Italien, är en italiensk roddare.
Han tog OS-guld i scullerfyra i samband med de olympiska roddtävlingarna 2000 i Sydney.